# 岡本梅林公園
岡本梅林公園（おかもとばいりんこうえん）は、兵庫県神戸市東灘区岡本にある公園。正式名称は「岡本公園」であるが、一般にこの名で呼ばれる。
岡本は江戸時代から20世紀前半にかけて梅の名所として著名であった。本公園はかつての岡本梅林の一角にあたり、1982年に公園として整備された。同地域にはほかに「保久良梅林」と呼ばれる梅林鑑賞エリアもある。本記事では岡本地域の梅の歴史についても言及する。

## 概要
神戸市が設置・管理している。面積は4566平方メートル。神戸市都市公園条例による公園の正式名称は「岡本公園」であるが、一般には「岡本梅林公園」とも呼ばれている。1982年に完成した。
六甲山地の高台の上に整備されている。約200本の梅の木が植えられ、開花時期には観梅客でにぎわう。観梅期の2月下旬 - 3月上旬頃には梅まつりが開催される。
岡本は古くから関西の名所として知られており、大阪わらべ歌では「梅は岡本、桜は吉野、みかん紀の国、栗丹波」、兵庫木遣音頭では「梅は岡本、桜は生田、松は兵庫の湊川」と唄われた。

## 歴史

### 近世

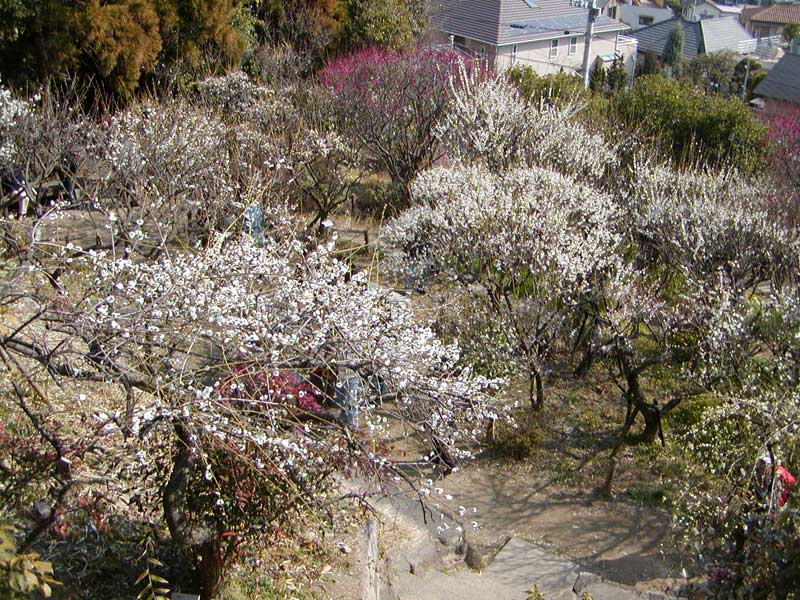
岡本梅林公園の梅

この梅林の始まりについては不詳であるが、江戸時代には丹波の栗や吉野の桜などともに岡本の梅林として有名で、当地の領主であった尼崎藩の城主は年中行事として騎馬数十名を率いて観梅の宴を開いていた。往時の梅林は山頂から見下ろすと一目千本の感があり、山の肩から山裾にかけてあたかも白い布を敷いたように梅の花が咲き誇ったという。また、五百山宝積寺という禅寺は仏殿の軒を埋めるかのように梅林に囲まれ、梅の寺と呼ばれていた。この宝積寺には大阪の墨客がたびたび訪問し、藤沢南岳も詩を残した。江戸末期の南画家・岡田半江やその弟子の橋本青江らも、岡本梅林を描いた作品を残している。
当時の岡本梅林は観梅だけが目的ではなく商品作物として育てられていた。岡本の名産であった白梅の重五郎梅は実が大きく味も良いと評判で、梅干しの中では高級品として珍重されていた。また、江戸時代から明治中頃までは唐梅という岡本特有の紅梅を染料として大阪に出荷していた。地域ではこの唐梅は中国から渡来したと伝えられており、他地域ではこの品種を岡本梅と呼んでいた。

### 近代

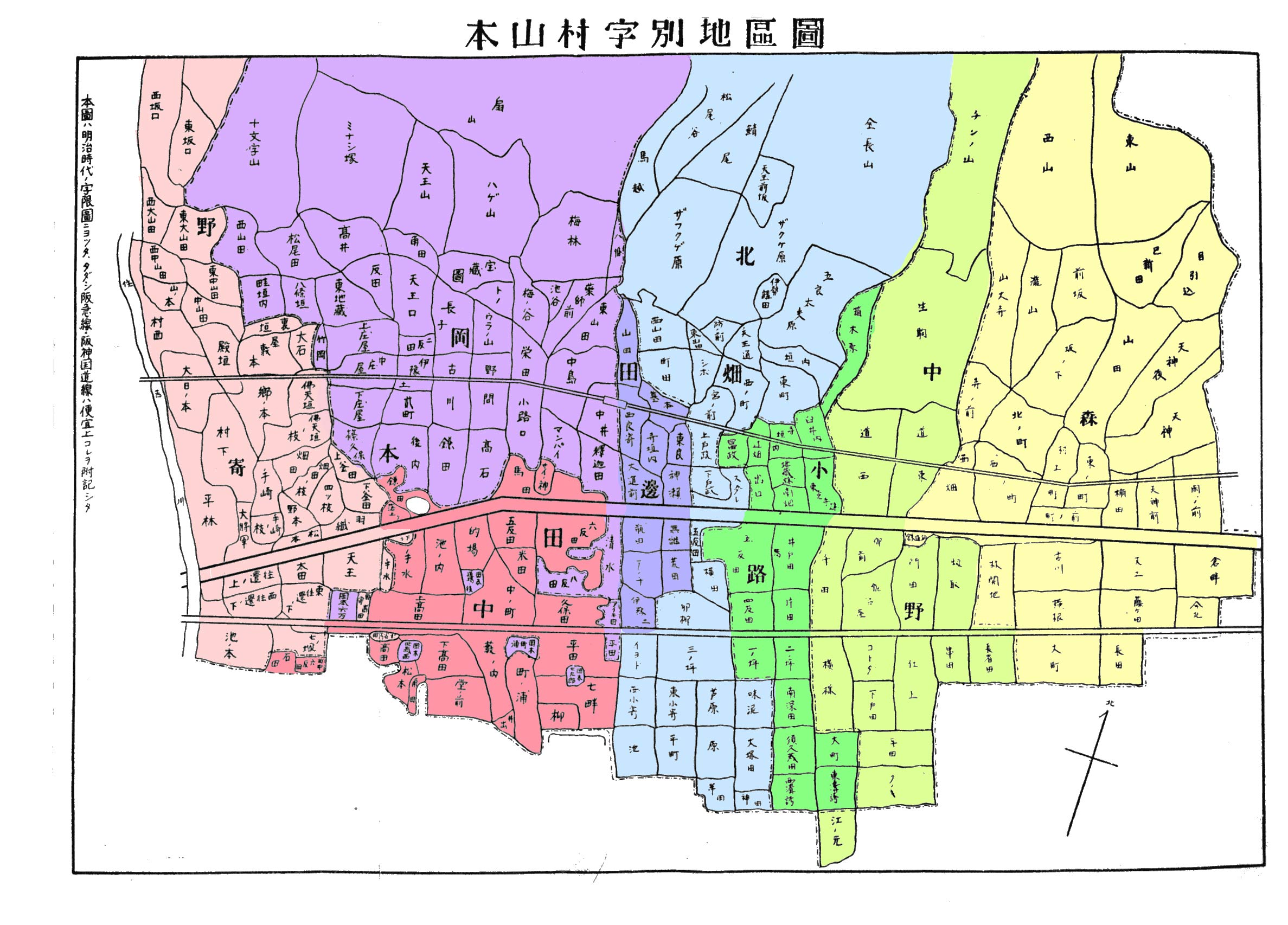
『本山村誌』より、明治時代の旧地名。岡本村（紫色）に梅林、梅ノ谷など梅を冠した小字が見える。

近代にも梅の収穫は続けられ、日清戦争中の1984年～1985年（明治27～28年）には大阪第四師団の兵站部に一樽25貫の梅干を30樽（約３トン）を献納して感謝状を授与されている。
明治時代中期になると、鉄道が開通したこともあって阪神間の観梅名所として発展した。東海道線への摂津本山駅の新設以前、1897年（明治30年）頃から梅見の時期には臨時停車場が設けられた。しかし一方で、鉄道開通に伴う住宅開発によって梅林の衰退も引き起こした。宝積寺の周囲では阪急電鉄神戸線の開通直後、1920年（大正9年）の秋には梅林が失われたという。とはいえ、1921年（大正10年）に発行された武庫郡誌では「広さ数町歩、字梅林・薬師前・田・池ノ谷・梅ノ谷等」と表現しており、山手の稜線から山裾にかけて一面に梅林が広がっていたことが記録されている。
岡本の梅林が年々姿を消しつつあった1933年（昭和8年）、宝積寺の和尚鹿岳光雄は歴史を綴った『小羅浮 : 岡本梅郷保勝記』という本を著し、歴史的景観の保護として庭木や公園、山の谷筋に梅を残すよう提案した。しかし1938年（昭和13年）の阪神大水害に伴う山崩れ、第二次世界大戦の戦災、戦後の宅地開発などが続いたため、梅林はほとんど消滅した。

### 現代
現在の岡本公園は公害問題を背景に神戸市が1971年（昭和46年）から進めた緑化運動「グリーンコウベ作戦」の一環として整備された。梅林の復興が行われ、1982年（昭和57年）2月27日に岡本梅林公園として開園した。植えられている梅には楊貴妃、本黄梅のほか、大宰府天満宮から贈られた飛び梅などの品種がある。

## 重五郎梅
岡本村東山田の重五郎が品種改良を行ったと伝わる重五郎梅（じゅうごろううめ）は梅林の消滅後、長らく忘れ去られた存在だった。2009年（平成21年）に地元の岡本商店街組合が始めた「岡本の梅ブランディング事業」を契機に神戸市立本山第一小学校のプールサイドに3本、民家と墓地に各1本の合計5本の原木が残っていることがわかり、2017年（平成29年）より和歌山県田辺市の農園の協力を得て接ぎ木による苗の育成が始められた。育てられた苗木は岡本梅林公園にも植えられている。

## 所在地
兵庫県神戸市東灘区岡本6丁目

### 交通
- 阪急神戸本線「岡本駅」北へ約700m
- JR神戸線（東海道本線）「摂津本山駅」北へ約1km